# 文革研究
文革研究，也称文化大革命研究，由于1978年后中国共产党不承认文革具有“革命”性质，也称“文革”研究或“文化大革命”研究，是对无产阶级文化大革命的专门研究，一般属于中华人民共和国史的研究范畴，肇始于1970年代末期。

## 简介
1978年后，中国大陆官方对文革的历史编纂主要见于中国共产党1981年《历史决议》以及五卷本《中华人民共和国史稿》等。
除了两岸三地以外，文革研究在英语世界、日本、德国等都有一系列学术成果。

## 内容
文革研究中存在一些基本问题和研究重点。

### 分期问题
1981年《历史决议》认为文革持续十年（1966—1976），以1969年中共九大和1973年中共十大为标准分为前、中、后三期。麦克法夸尔也持这种观点。但有学者持文革三年论（1966—1969），认为中共九大后政治路线斗争仅限高层，随着大规模上山下乡，城市的学生和工人群众运动已经很少见。还有观点认为文革仅持续两年，军队介入后已经不再是“造反”运动。

### 动机问题
1981年《历史决议》认为文革存在两种动机，即毛泽东的“思想上的极左错误”和林彪、江青反革命集团的“政治野心”。但有学者认为毛泽东发动文革的主因是“大权旁落”，而非“防修反修”。另有同情四人帮者认为，江青、王洪文等是毛泽东路线的忠实履行者，不是“野心家”。

### 人物和事件专题
文革研究中，林彪事件和周恩来的作用尤其受到学术界关注。 德国学术界对红卫兵运动特别关注。 刘少奇的个人命运也受到关注。

### 对象和方法
传统上文革研究属于政治史范畴，但近来也出现文化史、社会史、口述史、知青回忆录、社会学的视角。